# Myers Brothers 250 1968
Myers Brothers 250 1968 var ett stockcarlopp ingående i Nascar Grand National Series (nuvarande Nascar Cup Series) som kördes 10 augusti 1968 på den 0,250 mile (402,3 meter) långa ovalbanan Bowman Gray Stadium i Winston-Salem i North Carolina. Totalt avverkades 62,5 miles (100,584 km) fördelat på 250 varv. Banunderlaget var asfalt. Loppet vanns av David Pearson i en Ford på tiden 1:23.27 körande för Holman Moody. Pearsons snitthastighet var 42,94 mph. Prispotten uppgick till 4 790 dollar, varav 1 000 dollar gick till segraren.
Loppet är uppkallat efter Bobby Myers som omkom i en krasch på Darlington Raceway 2 september 1957 och hans äldre bror Billy Myers som dog i en hjärtinfarkt under ett lopp på Bowman Gray Stadium 12 april 1958.

## Resultat
| Plc     | Nr | Förare                   | Team/ bilägare           | Konstruktör | Start | Varv | Ledda varv |
| ------- | -- | ------------------------ | ------------------------ | ----------- | ----- | ---- | ---------- |
| 1       | 17 | David Pearson            | Holman Moody             | Ford        | 2     | 250  | 111        |
| 2       | 43 | Richard Petty            | Petty Enterprises        | Plymouth    | 1     | 250  | 139        |
| 3       | 71 | Bobby Isaac              | K&K Insurance Racing     | Dodge       | 3     | 246  | 0          |
| 4       | 48 | James Hylton             | Hylton Engineering       | Dodge       | 4     | 244  | 0          |
| 5       | 64 | Elmo Langley             | Langley-Woodfield Racing | Ford        | 7     | 244  | 0          |
| 6       | 20 | Langley-Woodfield Racing | Negre Racing             | Ford        | 9     | 240  | 0          |
| 7       | 4  | John Sears               | DeWitt Racing            | Ford        | 6     | 239  | 0          |
| 8       | 34 | Wendell Scott            | Scott Racing             | Ford        | 11    | 232  | 0          |
| 9       | 25 | Jabe Thomas              | Robertson Racing         | Ford        | 16    | 230  | 0          |
| 10      | 45 | Bill Seifert             | Seifert Racing           | Ford        | 10    | 229  | 0          |
| 11      | 9  | Bill Seifert             | Bill Seifert             | Pontiac     | 14    | 209  | 0          |
| 12      | 8  | Ed Negre                 | Negre Racing             | Ford        | 17    | 206  | 0          |
| 13      | 38 | Wayne Smith              | Archie Smith             | Chevrolet   | 20    | 159  | 0          |
| 14      | 2  | Bobby Allison            | J.D. Bracken             | Chevrolet   | 5     | 131  | 0          |
| 15      | 06 | Neil Castles             | Neil Castles             | Plymouth    | 18    | 113  | 0          |
| 16      | 70 | J.D. McDuffie            | McDuffie Racing          | Buick       | 8     | 62   | 0          |
| 17      | 01 | Paul Dean Holt           | Dennis Holt              | Ford        | 12    | 37   | 0          |
| 18      | 76 | Ben Arnold               | Don Culpepper            | Ford        | 19    | 17   | 0          |
| 19      | 28 | Earl Brooks              | Brooks Racing            | Ford        | 15    | 13   | 0          |
| 20      | 95 | Henley Gray              | Gray Racing              | Ford        | 13    | 12   | 0          |
| Källor: |    |                          |                          |             |       |      |            |